# Observatoire d'Asiago

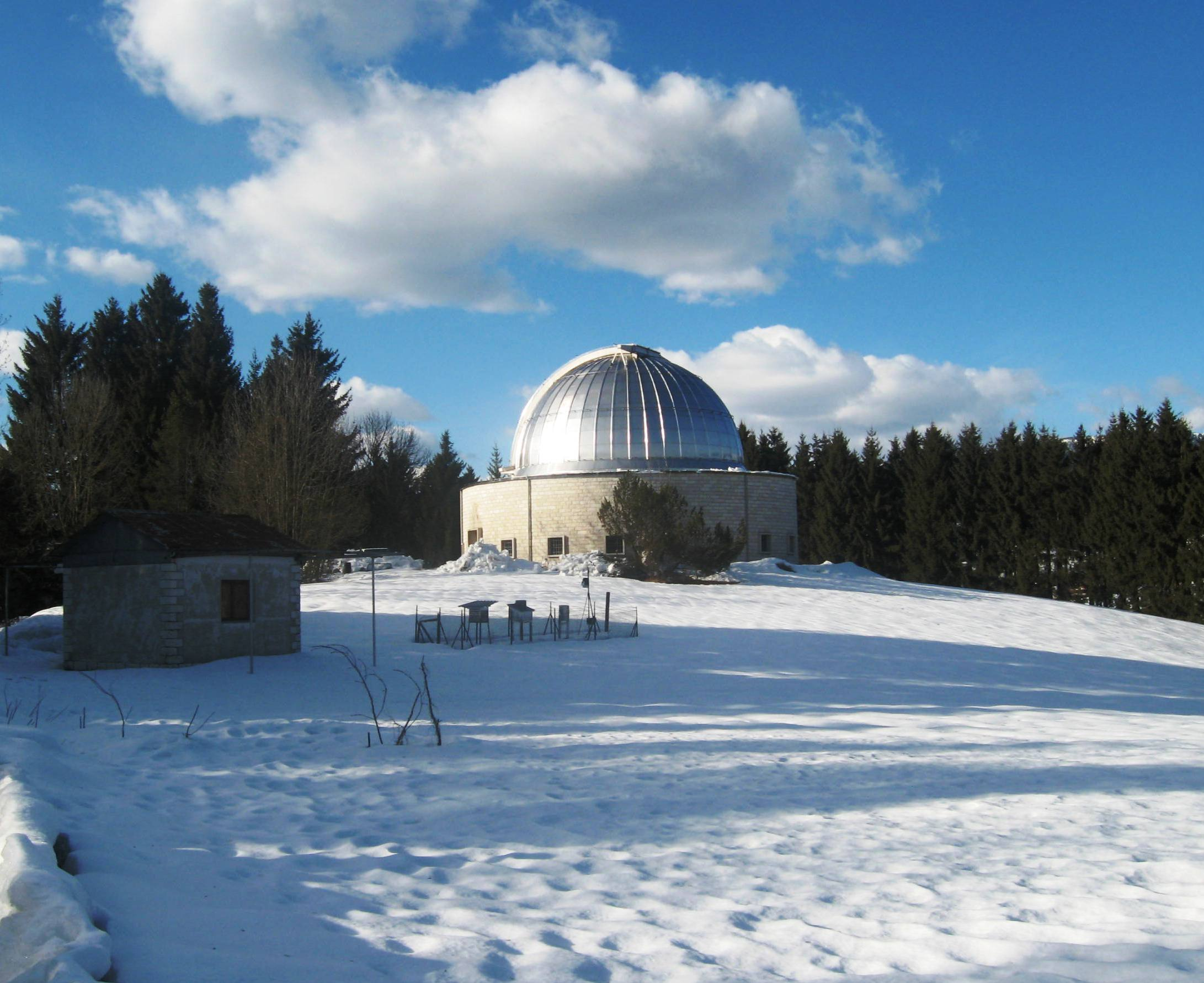
Illustration

Pour les articles homonymes, voir Asiago (homonymie).
L'Observatoire astrophysique d'Asiago (Osservatorio Astrofisico di Asiago) est un observatoire astronomique appartenant à l'université de Padoue, en Italie. Il se situe sur le plateau d'Asiago, à 90 km au Nord-Ouest de Padoue. Il a été fondé en 1942. On trouve le télescope Galilei de 1,22 m de diamètre.
Le télescope Copernic de 1,82 m de diamètre et la chambre de Schmidt de 92 cm de diamètre sont installés dans la station d'observation d'Asiago Cima Ekar à 3,85 km au sud-est de l'observatoire principal.
Il est situé sur le mont Ekar(it).